# La Pine
La Pine is een plaats (census-designated place) in de Amerikaanse staat Oregon, en valt bestuurlijk gezien onder Deschutes County.

## Demografie
Bij de volkstelling in 2000 werd het aantal inwoners vastgesteld op 5799.

## Geografie
Volgens het United States Census Bureau beslaat de plaats een oppervlakte van 76,0 km², geheel bestaande uit land. La Pine ligt op ongeveer 1291 m boven zeeniveau.

## Plaatsen in de nabije omgeving
De onderstaande figuur toont nabijgelegen plaatsen in een straal van 64 km rond La Pine.